# Отто Ган (судно)
Отто Ган (нем. Otto Hahn) — одно из немногих построенных торговых судов с ядерной энергетической установкой.
Проектирование торгового и исследовательского судна для выяснения целесообразности использования атомной энергии в гражданском флоте началось в Западной Германии в 1960 году. Судно было заложено в 1963 году компанией Howaldtswerke-Deutsche Werft в городе Киле. Спуск на воду состоялся в 1964 году. Судно было названо в честь Отто Гана, выдающегося немецкого радиохимика, нобелевского лауреата, открывшего ядерную изомерию (Уран Z) и расщепление урана. Первым капитаном был Генрих Леманн-Вилленброк, известный германской подводник второй мировой войны. В 1968 году был запущен 38-мегаваттный атомный реактор судна, и начались ходовые испытания. В октябре того же года «Отто Ган» был сертифицирован как торговое и исследовательское судно.

## История службы

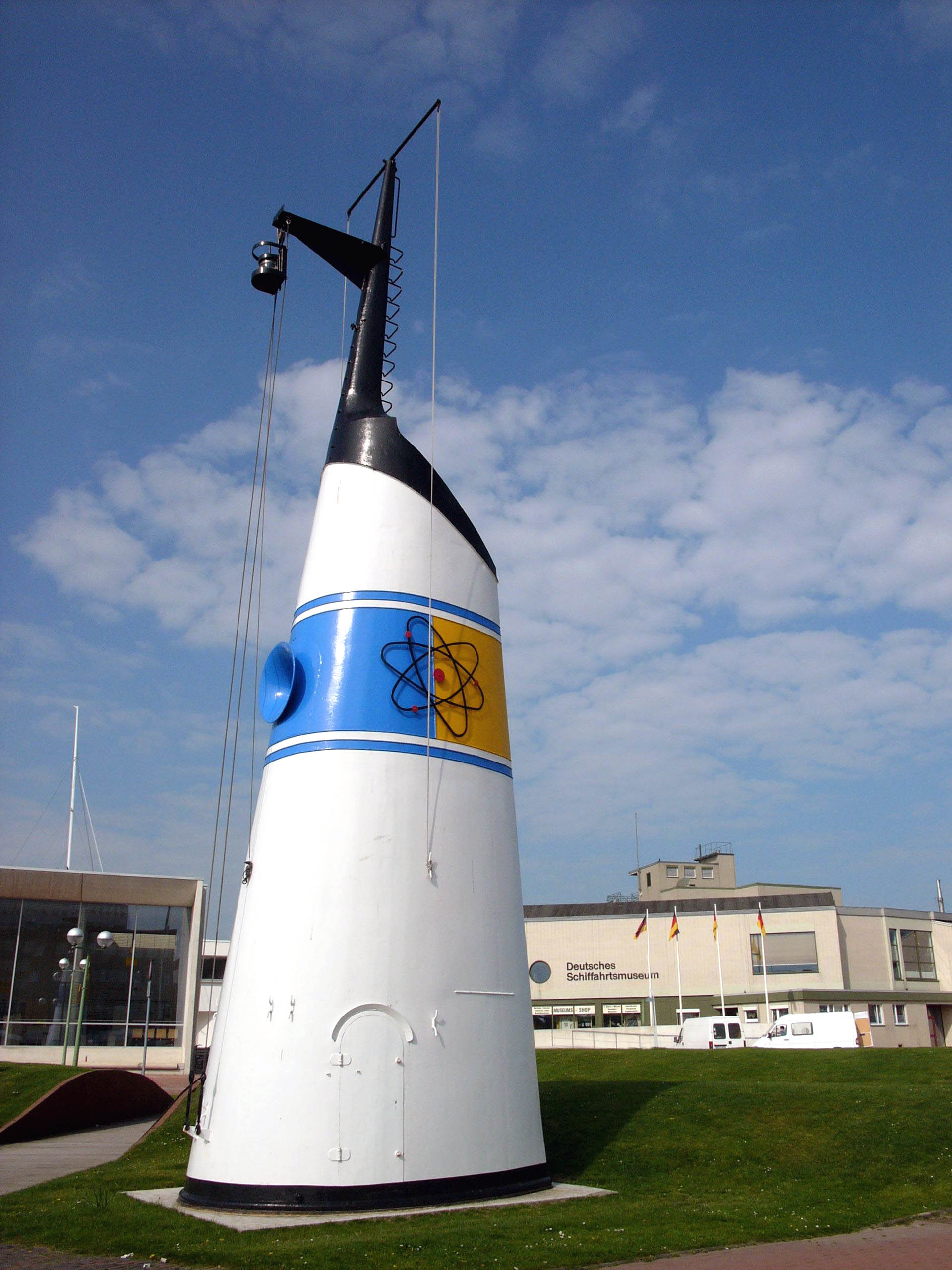
Часть «Отто Ган» использовавшаяся до переоборудования в теплоход. Выставлена в музее в Бремерхафене

В 1972 году, после четырёх лет работы, реактор был перезаправлен. Судно прошло около 250 000 морских миль (463 000 километров), использовав 22 килограмма урана.
В 1979 году «Отто Ган» было деактивировано. Его реактор и двигатель были удалены и заменены обычной дизельной силовой установкой. К этому времени судно прошло 650 000 морских миль (1 200 000 километров) на ядерном топливе, побывав в 33 портах 22 стран
В 1983 году судно переоборудовано в контейнеровоз. 19 ноября того же года «Otto Hahn» было переименовано в «Norasia Susan». Затем в 1985 году оно получило имя «Norasia Helga», в 1989 году — «Madre». По состоянию на 2007 год, «Madre» находилось в эксплуатации, ходило под флагом Либерии, под управлением греческой компании Alon Maritime с 1999 года. С 2006 года судно принадлежало компании Domine Maritime, зарегистрированной в Либерии.
В 2009 году судно разрезано на металлолом.